# Hi! PARIS
Hi! PARIS è un'organizzazione con sede a Parigi che promuove l'istruzione, la ricerca e l'innovazione nei campi dell'intelligenza artificiale (AI) e dell'analisi dei dati. Il lavoro di Hi! PARIS comprende la ricerca sulla sicurezza tecnica dell'IA e l'etica dell'IA, la difesa e il supporto per far crescere il campo di ricerca sulla sicurezza dell'IA.
È stato creato nel 2020 da HEC Paris e dal Institut polytechnique de Paris. Nel luglio 2021, Inria è diventata partner.

## Ricerca
Il centro si concentra principalmente su due argomenti: AI & Data for business e AI & Data for society. Aziende come Schneider Electric supportano le attività di ricerca.

## Attività
Oltre alle attività di ricerca, il centro organizza anche una scuola estiva e un hackathon.